# Méaudre
Méaudre est une ancienne commune française située dans le département de l'Isère en région Auvergne-Rhône-Alpes, devenue, le 1er janvier 2016, une commune déléguée de la commune nouvelle de Autrans-Méaudre-en-Vercors.

## Géographie

### Situation
Méaudre est une commune de moyenne montagne du massif du Vercors, Son territoire fait partie du parc naturel régional du Vercors.

### Hydrographie
La commune est parcourue par la rivière du Méaudret qui va rejoindre la Bourne aux Jarrands.

### Hameaux de la commune
- les Aguiards
- les Albans
- les AmbroIs
- les Arcelles
- les Arnauds
- la Balme
- la Bouillat
- la Bourrière
- les Chaberts
- Cochet
- le Coin
- les Colombets
- la Combe du Furon
- Cordey
- Cottel
- les Dollys
- les Dorchus
- les Eymes
- les Farlaix
- les Gaillardes
- les Gerbeauds
- les Girauds
- les Gonnets
- le Grand moulin
- les Grangeons
- les Griats
- les Imbauds
- Jalabet
- les Mateaux
- Meilland
- les Morets
- la Perrinière
- Piaillon
- Thorénas
- la Tour
- les Tranchants
- la Truite
- la Verne

### Communes limitrophes
Méaudre est situé à environ 37 km de Grenoble.

### Transports et voies de communications

#### Réseau routier

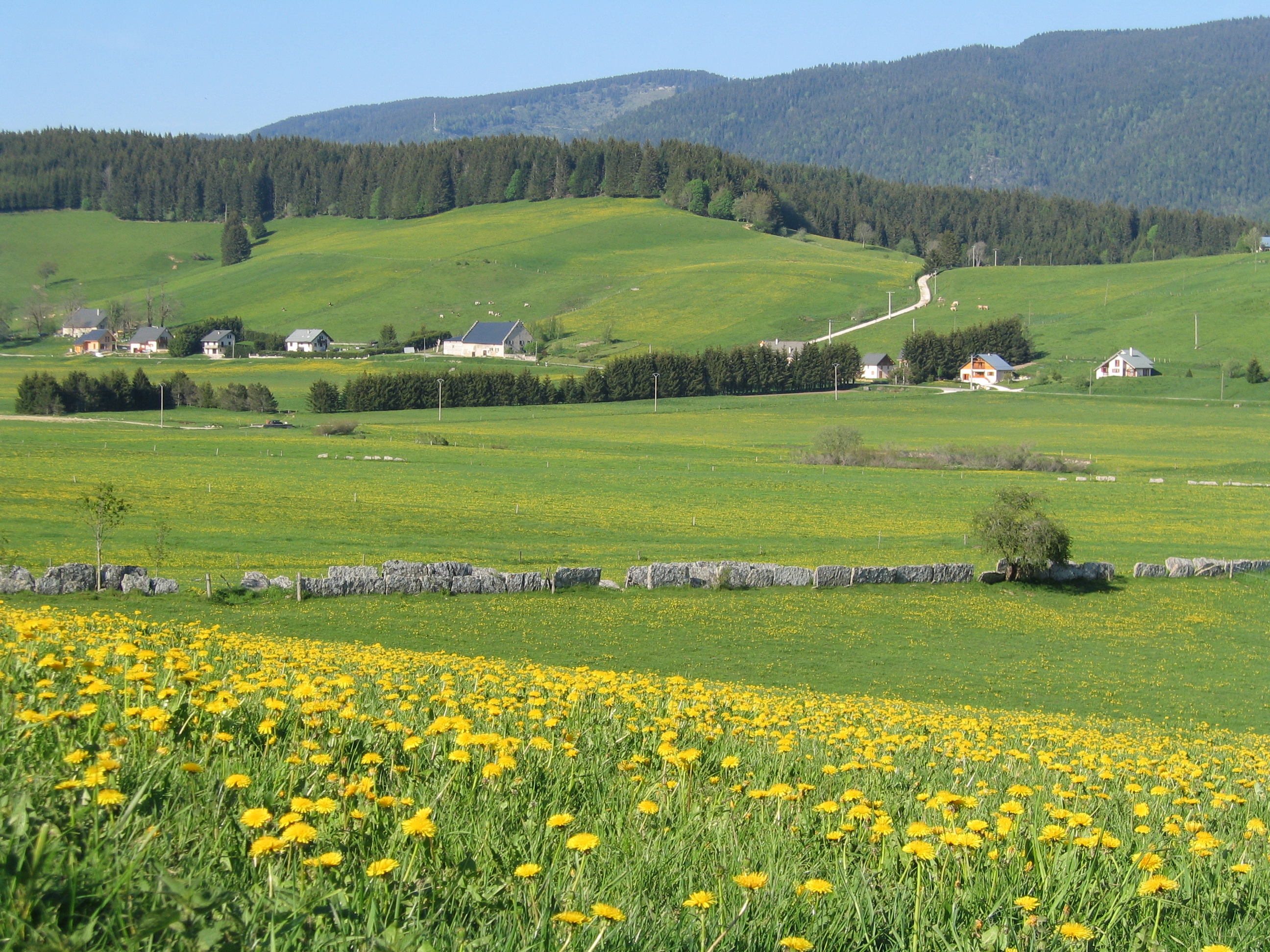
Vue depuis les hauteurs de la commune.

La commune est desservie par la route départementale 106m qui relie le centre ville de Méaudre au lieu-dit 'Les Girauds (commune de Méaudre), ainsi que par la route départementale 106c qui relie Méaudre à Autrans et par la route départementale 106 qui relie Méaudre à Seyssins.

#### Desserte ferroviaire
La gare ferroviaire la plus proche est la gare de Grenoble qui est située à environ 38 km de la commune.

#### Bus
La commune est desservie par la ligne t66 du réseau Transisère.

#### Aéroport
L'aéroport le plus proche est l'aéroport de Grenoble-Isère situé à environ 37 km.

#### Sentiers de randonnées
Le territoire communal est traversé par :
- le sentier de grande randonnée 9 ;
- le sentier de grande randonnée de pays : Tour des Quatre Montagnes.

## Histoire
Près des Grillat s'ouvre les grottes  de la Passagère et Colomb qui contenaient de nombreux outils de silex datés de la fin de l'Epipaléolithique (Azilien 10 000 à 9500 av. J.-C.) laissés par les chasseurs de marmottes dans ces camps d'été (1200 mandibules à la Passagère...) avec des restes de renne, bouquetin, aurochs, etc.
En dessous, un niveau a livré des silex moustériens du Paléolithique moyen, restes de l'homme de Néandertal

### Toponymie
(Voir l'article : Autrans-Méaudre-en-Vercors)

### Historique

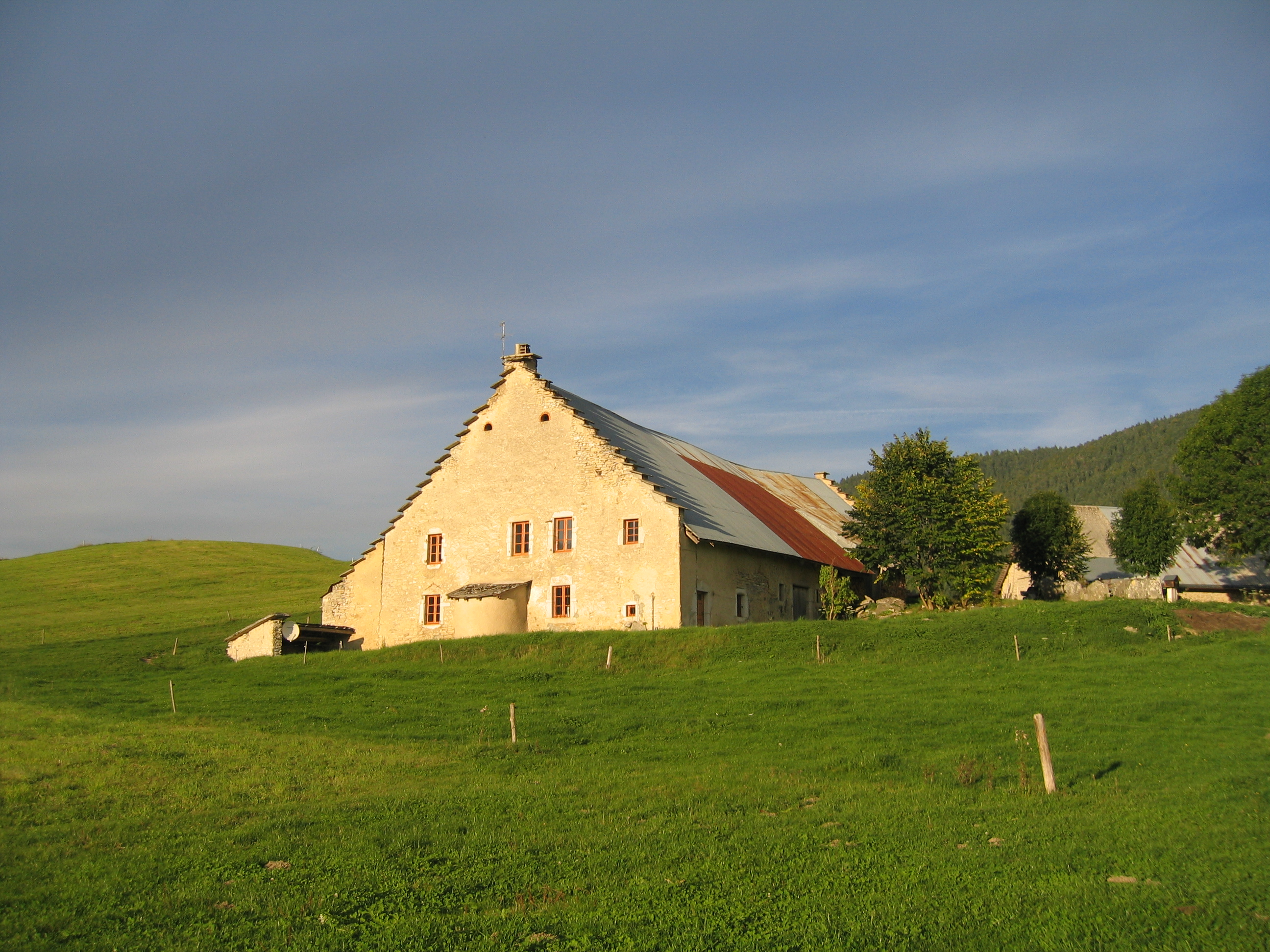
Maison typique du Vercors.

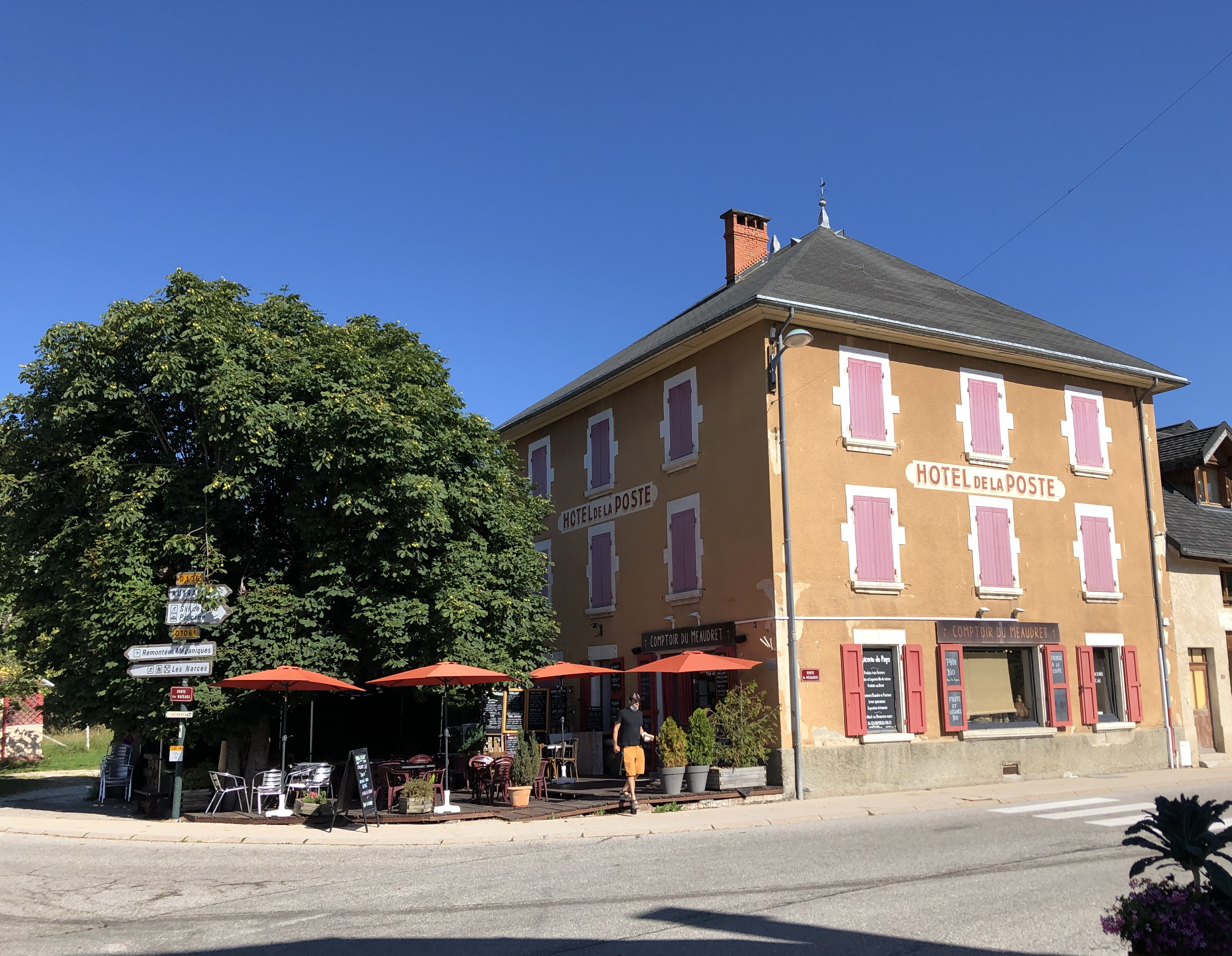
Hôtel de la Poste

- 25 janvier 1944 : la réunion dite de Monaco

L'histoire de la libération du département de l'Isère commence avec la rencontre des principaux responsables de la Résistance en Isère à l'hôtel de la Poste (aujourd'hui, Comptoir du Méaudret) à Méaudre le 25 janvier 1944, qui a « pour objectif de redonner une tête solide et représentative à toute la Résistance, sous la forme d'un exécutif concentré ».

## Politique et administration

### Administration municipale
| Période      | Période  | Identité       | Étiquette | Qualité |
| ------------ | -------- | -------------- | --------- | ------- |
| janvier 2016 | En cours | Pierre Buisson | LR        |         |

| Période                                  | Période       | Identité       | Étiquette | Qualité |
| ---------------------------------------- | ------------- | -------------- | --------- | ------- |
| Les données manquantes sont à compléter. |               |                |           |         |
| 2001                                     | décembre 2015 | Pierre Buisson | UMP       |         |

### Services publics
La commune dispose des services suivants :
- un office de tourisme.

## Démographie

### Évolution démographique
L'évolution du nombre d'habitants est connue à travers les recensements de la population effectués dans la commune depuis 1793. À partir du 1er janvier 2009, les populations légales des communes sont publiées annuellement dans le cadre d'un recensement qui repose désormais sur une collecte d'information annuelle, concernant successivement tous les territoires communaux au cours d'une période de cinq ans. 
Pour les communes de moins de 10 000 habitants, une enquête de recensement portant sur toute la population est réalisée tous les cinq ans, les populations légales des années intermédiaires étant quant à elles estimées par interpolation ou extrapolation. Pour la commune, le premier recensement exhaustif entrant dans le cadre du nouveau dispositif a été réalisé en 2004,.
En 2013, la commune comptait 1 357 habitants, en évolution de +5,93 % par rapport à 2008 (Isère : +3,89 %, France hors Mayotte : +2,49 %).
| 1793 | 1800 | 1806 | 1821 | 1831  | 1836  | 1841  | 1846  | 1851  |
| ---- | ---- | ---- | ---- | ----- | ----- | ----- | ----- | ----- |
| 906  | 846  | 948  | 869  | 1 008 | 1 071 | 1 063 | 1 200 | 1 283 |

| 1856  | 1861  | 1866  | 1872 | 1876 | 1881 | 1886  | 1891 | 1896 |
| ----- | ----- | ----- | ---- | ---- | ---- | ----- | ---- | ---- |
| 1 107 | 1 130 | 1 075 | 978  | 945  | 980  | 1 010 | 927  | 881  |

| 1901 | 1906 | 1911 | 1921 | 1926 | 1931 | 1936 | 1946 | 1954 |
| ---- | ---- | ---- | ---- | ---- | ---- | ---- | ---- | ---- |
| 838  | 798  | 784  | 672  | 646  | 659  | 612  | 606  | 602  |

| 1962 | 1968 | 1975 | 1982 | 1990 | 1999  | 2004  | 2009  | 2013  |
| ---- | ---- | ---- | ---- | ---- | ----- | ----- | ----- | ----- |
| 549  | 572  | 588  | 667  | 840  | 1 039 | 1 171 | 1 321 | 1 357 |

### Pyramide des âges
La population de la commune est relativement jeune. Le taux de personnes d'un âge supérieur à 60 ans (16 %) est en effet inférieur au taux national (21,6 %) et au taux départemental (19,5 %).
Contrairement aux répartitions nationale et départementale, la population masculine de la commune est supérieure à la population féminine (50,6 % contre 48,4 % au niveau national et 49,2 % au niveau départemental).
La répartition de la population de la commune par tranches d'âge est, en 2007, la suivante :
- 50,6 % d’hommes (0 à 14 ans = 24,8 %, 15 à 29 ans = 13,9 %, 30 à 44 ans = 25,4 %, 45 à 59 ans = 19,9 %, plus de 60 ans = 15,9 %) ;
- 49,4 % de femmes (0 à 14 ans = 24,1 %, 15 à 29 ans = 14,4 %, 30 à 44 ans = 24,5 %, 45 à 59 ans = 21 %, plus de 60 ans = 16 %).

| Hommes | Classe d’âge | Femmes |
| ------ | ------------ | ------ |
| 0,1    | 90 ans ou +  | 0,2    |
| 4,9    | 75 à 89 ans  | 5,4    |
| 10,9   | 60 à 74 ans  | 10,4   |
| 19,9   | 45 à 59 ans  | 21,0   |
| 25,4   | 30 à 44 ans  | 24,5   |
| 13,9   | 15 à 29 ans  | 14,4   |
| 24,8   | 0 à 14 ans   | 24,1   |

| Hommes | Classe d’âge | Femmes |
| ------ | ------------ | ------ |
| 0,3    | 90 ans ou +  | 0,9    |
| 5,2    | 75 à 89 ans  | 7,9    |
| 12,0   | 60 à 74 ans  | 12,7   |
| 19,6   | 45 à 59 ans  | 19,6   |
| 21,8   | 30 à 44 ans  | 21,0   |
| 20,7   | 15 à 29 ans  | 19,2   |
| 20,4   | 0 à 14 ans   | 18,6   |

## Économie

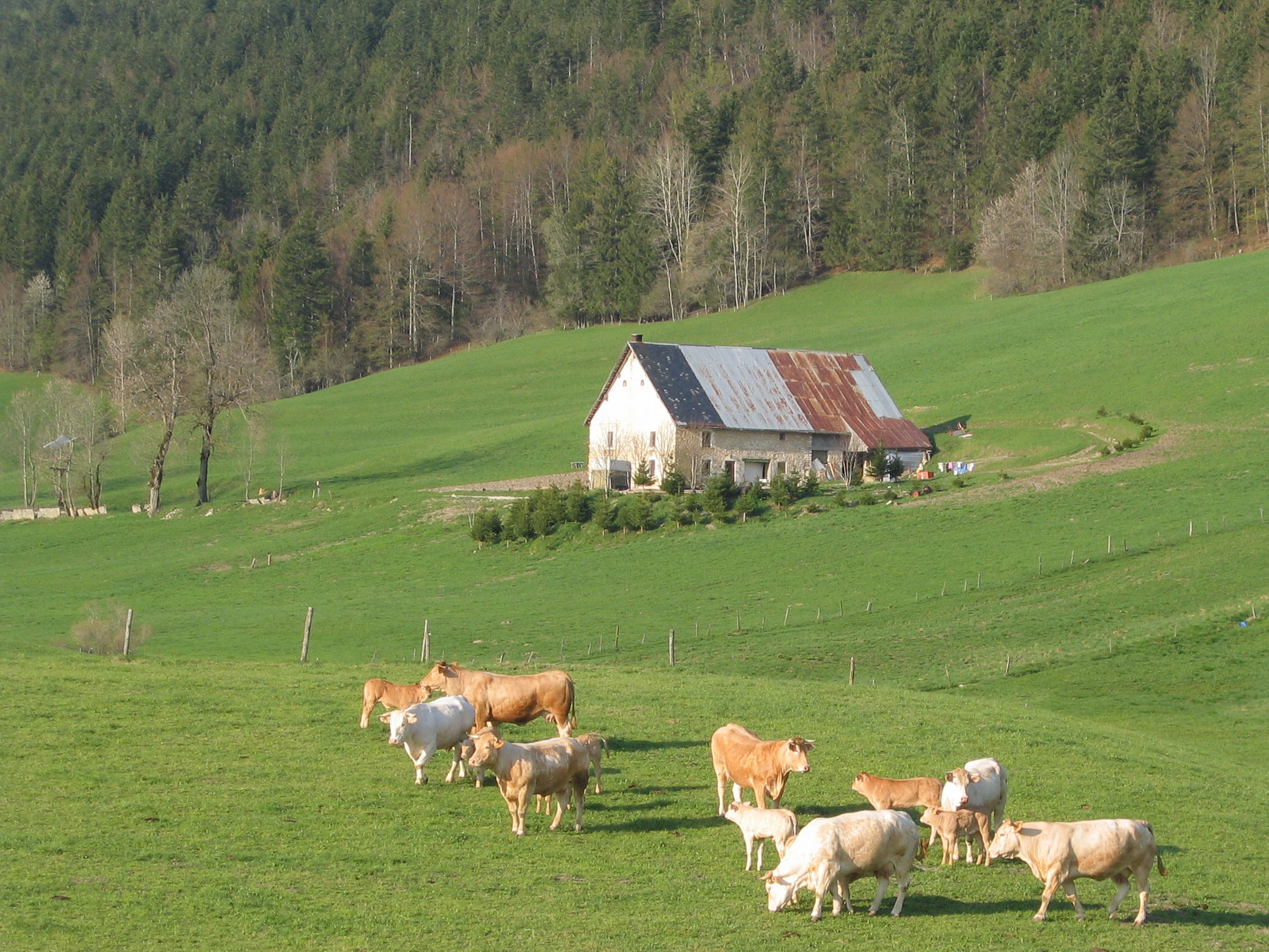
Les vaches à Méaudre.

## Enseignement
La commune possède :
- une école maternelle publique ;
- une école primaire publique.

## Sports
Domaine nordique de Méaudre
- Remontées mécaniques (ski alpin)
- Pistes de ski de fond (115km de pistes du domaine Autrans-Méaudre)[13]
- Raquette à neige
- VTT
- Piscine d'été
- Spéléologie
- Escalade
- Canyoning
- Le 9 juin 2003, la commune a accueilli le départ de la 1re étape de la course de cyclisme du Critérium du Dauphiné libéré 2003.

## Lieux et monuments

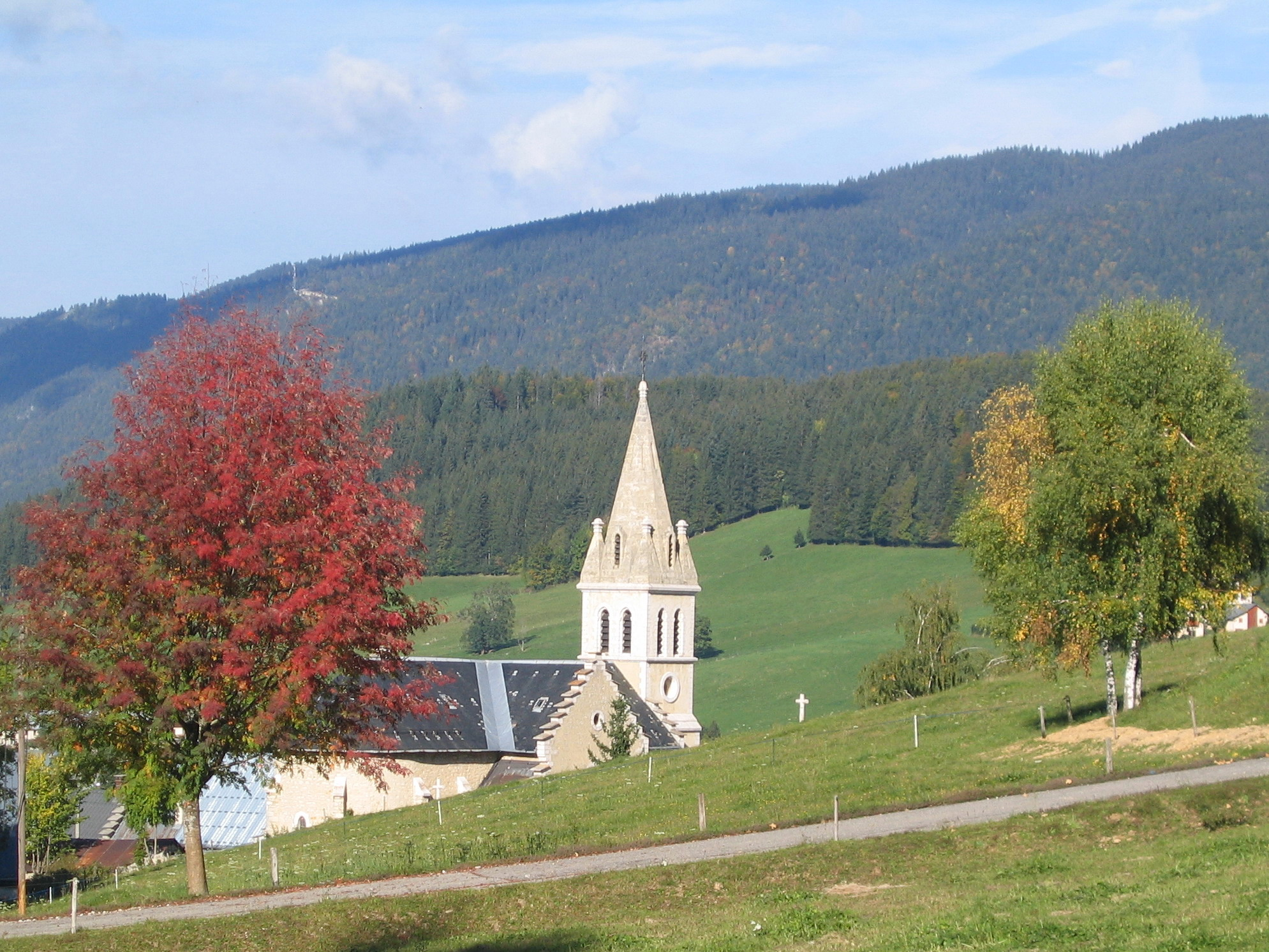
Le clocher de l'église.

- L'église Saint-Pierre-et-Saint-Paul de Méaudre.

- Maisons traditionnelles aux toits en lauzes, avec les sauts de moineaux et la couve. Toits lauzés, vieux bassins de pierre, et clocher enneigé, Méaudre respire l'authenticité d'un village qui a su préserver son charme d'autrefois.

- Grotte Colomb et grotte de la Passagère :

Ces deux grottes semblent avoir abrité des trappeurs-chasseurs de marmottes au Paléolithique supérieur, il y a environ 11 000 ans. Des milliers d'ossements de marmottes ont été retrouvés lors des fouilles effectuées au début du siècle et à partir de 1970. Ces cavités ont livré de nombreux outils en silex et des fragments d'ocre utilisés pour le dépeçage et le traitement des peaux. Accès : la grotte Colomb est au bord de la route menant de Méaudre à Autrans par La Perrinière.

## Activités festives

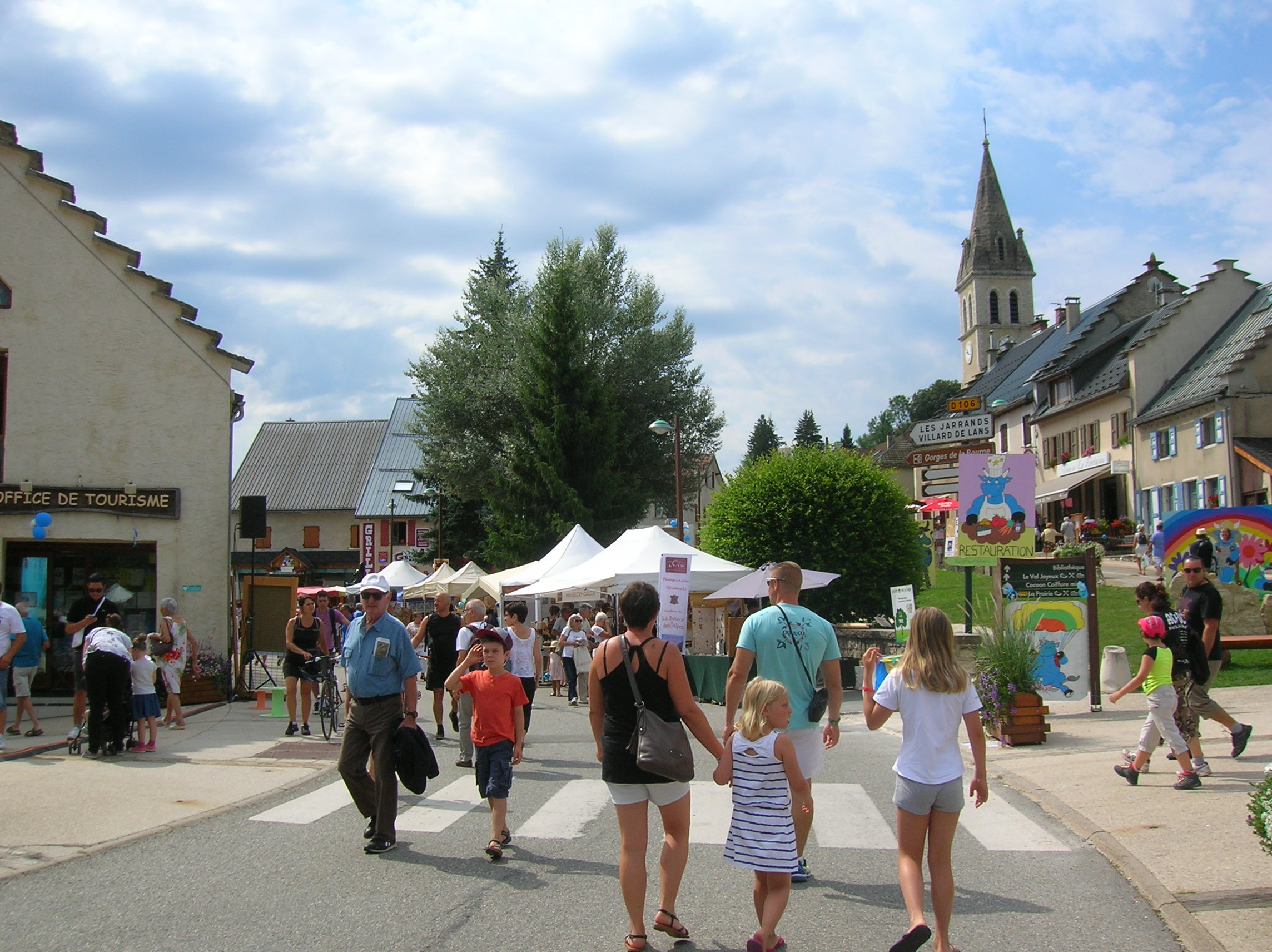
La fête du bleu 2016.

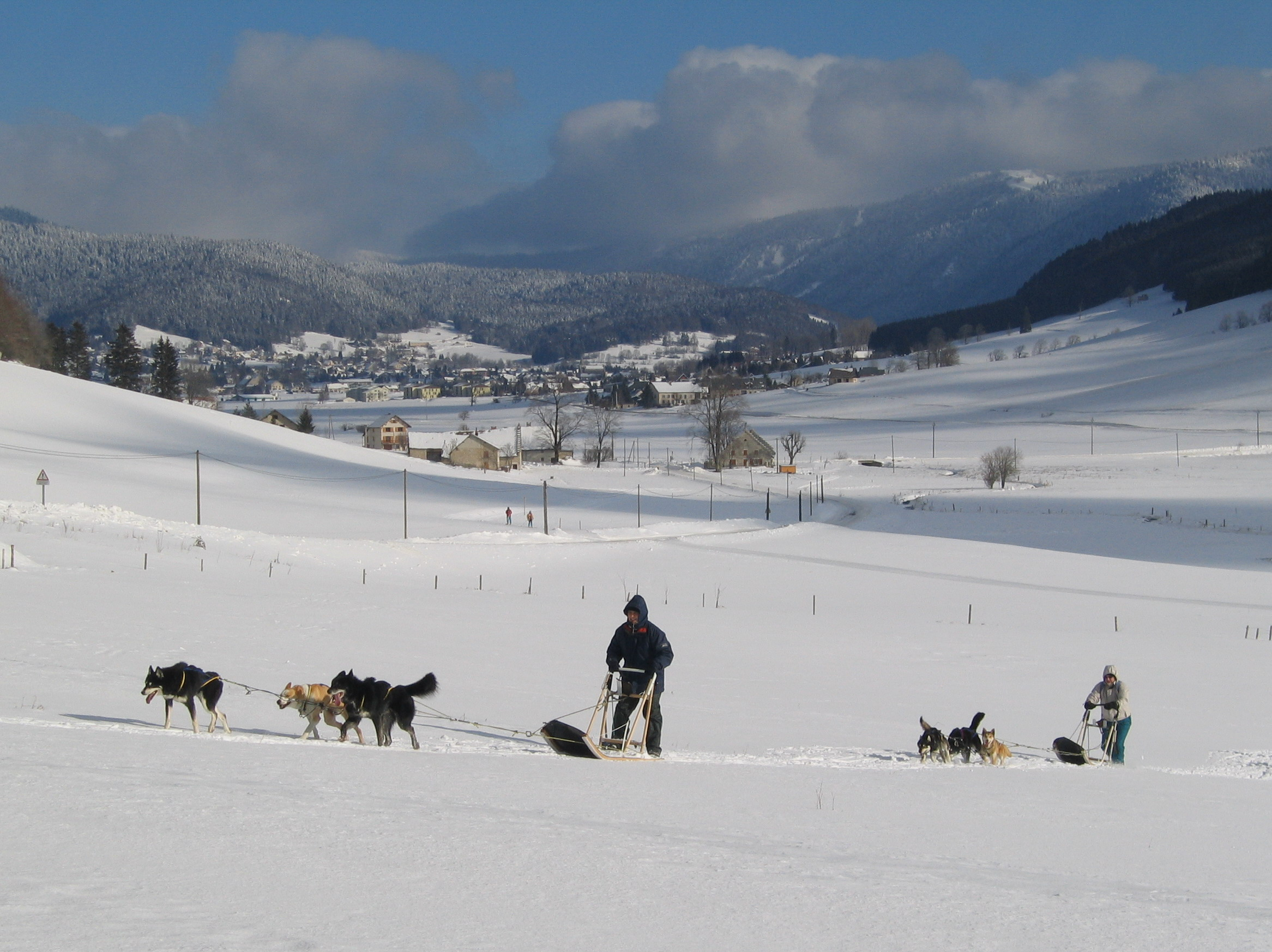
Méaudre l'hiver : chiens de traîneaux.

- La foire aux produits bio (début juillet).

- La « fête du village ». Chaque année, au mois d'août, la grande fête annuelle de Méaudre s'articule autour de thèmes festifs : les gaulois, la BD, les mondes fantastiques, etc. Également au programme : son authentique tiercé de chèvres, stands, olympiades et repas.
- L'« Aventure polaire » est un grand rassemblement de chiens de traîneaux qui se déroule chaque année au mois de janvier.

## Jumelages

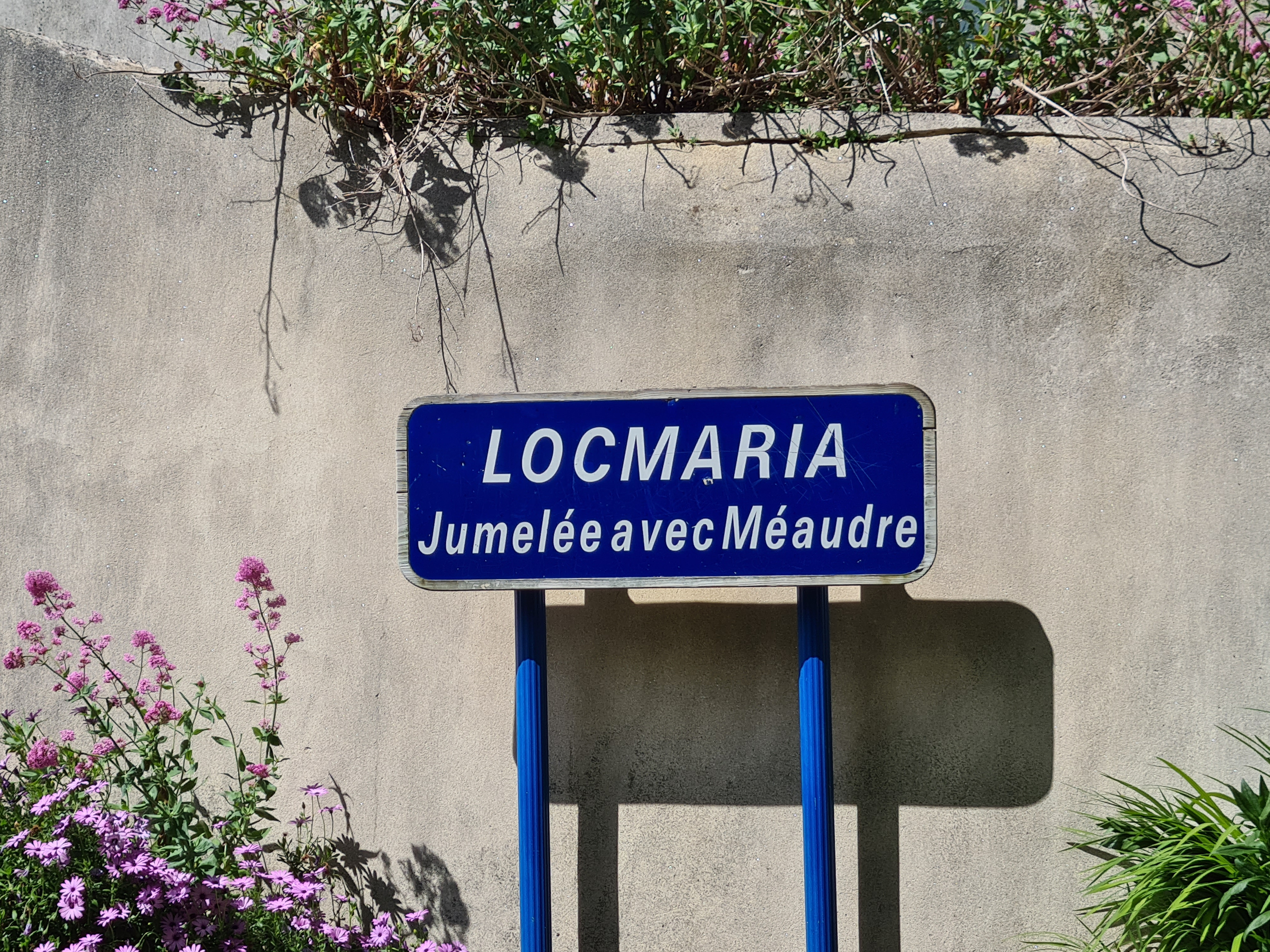
Panneau à Locmaria.

- Locmaria (France), (bourg de Belle-Île-en-Mer)